# Pic del Mig
El Pic del Mig (Pico del Medio en castellà) és una muntanya de 3.346 m d'altitud, amb una promonència de 18 m, que es troba al massís de la Maladeta, província d'Osca (Aragó).